# Nebmaatré (fáraó)
Nebmaatré egy kevéssé ismert ókori egyiptomi uralkodó volt a második átmeneti kor végén. Vagy a XVII. dinasztia elejéhez tartozott, és Théba fölött uralkodott, vagy a XVI. dinasztia végéhez tartozott. 

## Említései
A Nebmaatré uralkodói név egy bronzfejszén maradt fenn, amelyet Közép-Egyiptomban, egy aszjúti sírban találtak, és jelenleg a British Museum őrzi (katalógusszám: BM EA 63224). Ugyanez a név szerepel egy oroszlánfejet ábrázoló, ismeretlen eredetű fekete szteatitamuletten, amely ma a Petrie Múzeumban található (katalógusszám 11587). A tárgyak tulajdonosának személye valamennyire kérdéses, mivel a XVIII. dinasztiához tartozó III. Amenhotep uralkodói neve szintén Nebmaatré volt. A fejsze azonban stílusa és lelőhelye alapján egyértelműen a második átmeneti kor végére datálható, az amulett pedig Flinders Petrie szerint túl durva kidolgozású ahhoz, hogy az egyiptomi történelem egyik fénykorában uralkodó III. Amenhotep idején készülhetett volna. Petrie ehelyett felvetette, hogy az amulett a XIII. dinasztia utolsó uralkodói közé sorolható, kevéssé ismert Ibi amulettje lehetett, mert az ő uralkodói neve, ami a torinói királylistán részben fennmaradt, […]maatré volt. Kim Ryholtnak a torinói papiruszról írt tanulmánya azonban ezt a lehetőséget kizárja, mert a sérült helyen, a maatré hieroglifák előtt látható függőleges vonal kizárja, hogy a neb hieroglifa lehetett volna ott.

## Helye a kronológiában
Nebmaatré kronológiai helyzete a második átmeneti koron belül rendkívül bizonytalan. Jürgen von Beckerath felvetette, hogy az összevont XV.-XVI. dinasztia királya lehetett, ezt a két dinasztiát ő teljesen hükszosznak tartja. Kim Ryholt ezzel szemben úgy tartja, hogy Nebmaatré a XVII. dinasztia egyik királya volt, bár nem határozta meg helyét a dinasztián belül. Ryholt datálása azon alapul, hogy a fejszét, melyen Nebmaatré neve szerepel, egy, a serpenyősíros kultúrához tartozó sírban találták. Ez a kultúra núbiai zsoldosokból állt, akiket a XVII. dinasztia uralkodói béreltek fel a hükszoszok elleni harcukhoz. Darrell Baker rámutat, hogy a korszak thébai uralkodói valóban elláthatták zsoldosaikat ehhez hasonló fegyverekkel.

## Fordítás
- Ez a szócikk részben vagy egészben  a   Nebmaatre című angol Wikipédia-szócikk ezen változatának fordításán alapul.  Az eredeti cikk szerkesztőit annak laptörténete sorolja fel. Ez a jelzés csupán a megfogalmazás eredetét és a szerzői jogokat jelzi, nem szolgál a cikkben szereplő információk forrásmegjelöléseként.